# Rodrigo de Contreras y de la Hoz
Rodrigo de Contreras y de la Hoz (Segovia, 1502 – Lima, 1558) fue un conquistador y explorador español que se desempeñó como gobernador de Nicaragua desde 1535 hasta 1544.

## Biografía
Rodrigo de Contreras y de la Hoz había nacido en el año 1502 en la ciudad de Segovia de la Extremadura castellana que formaba parte de la Corona de Castilla, siendo hijo de Rodrigo de Contreras, regidor perpetuo de Segovia que lo llevó a desempeñar un papel destacado en la coronación de Isabel la Católica, y nieto paterno de Fernán González de Contreras y de Leonor Vázquez de Cepeda. Su madre era María de la Hoz, hija del regidor Juan de la Hoz y de Francisca de Tapia.
Se casó con María de Peñalosa y Bobadilla, hija de Pedrarias Dávila, gobernador de Nicaragua, y de Isabel de Bobadilla y Peñalosa, dama de Isabel la Católica. María se había casado por poderes con Vasco Núñez de Balboa pero la muerte de este impidió que se llegaran a conocer.
En 1535, Contreras fue designado gobernador de Nicaragua, reemplazando el obispo de Nicaragua, Diego Álvarez Osorio. Una vez en funciones exploró el río Yara, organizando posteriormente la explotación aurífera de la región.
En 1539 organizó una expedición, que reconoció el río San Juan desde el lago de Nicaragua hasta la desembocadura del San Juan en el mar Caribe.
En 1543, fundó Nueva Segovia para que sirviera de base para organizar la explotación del oro. Acusado de abusos en la explotación de los indígenas e intentar mejorar el reparto de tierras a los terratenientes, los colonos más poderosos lograron que la Real Audiencia de los Confines le destituyera y confiscara muchas de sus propiedades.
En 1550, fue absuelto del cargo de cómplice de sus hijos Hernando y Pedro, quienes habían liderado en 1548 una rebelión contra las autoridades de Castilla del Oro.
Posteriormente se dirigió al virreinato del Perú, donde de 1553 a 1554 combatió a Francisco Hernández Girón que se había opuesto a la aplicación de las Leyes Nuevas. Falleció en la ciudad de Lima (Perú) en 1558, siendo sepultado en la Basílica y convento de Nuestra Señora de la Merced. Al fallecer su esposa en 1573, fue sepultada a su lado.